# Jiří Zajíc (lední hokejista)
Jiří Zajíc (* 1957, Gottwaldov) je bývalý český hokejový obránce.

## Hokejová kariéra
V československé lize hrál za TJ Gottwaldov. Nastoupil ve 3 ligových utkáních. Po sezóně 1976/77 byl z Gottwaldova uvolněn.

## Klubové statistiky
| Sezona    | Klub          | Soutěž  | Základní část | Základní část | Základní část | Základní část | Základní část | Play off | Play off | Play off | Play off | Play off |
| Sezona    | Klub          | Soutěž  | Z             | G             | A             | B             | TM            | Z        | G        | A        | B        | TM       |
| --------- | ------------- | ------- | ------------- | ------------- | ------------- | ------------- | ------------- | -------- | -------- | -------- | -------- | -------- |
| 1976/1977 | TJ Gottwaldov | 1. liga | 3             | 0             | 0             | 0             | —             |          |          |          |          |          |